# Plac Bronisława Sałacińskiego w Łodzi
Plac Bronisława Sałacińskiego – plac znajdujący się w centrum Łodzi przed dworcem Łódź Fabryczna.

## Historia
Pierwotnie znajdował się po północnej stronie starego budynku dworca Łódź Fabryczna, u zbiegu ulic Polskiej Organizacji Wojskowej i Składowej. Plac został nazwany tak przez łódzką Radę Miejską w 1993 r. na wniosek Lucjana Muszyńskiego – jednego z radnych. Nazwa ta upamiętnia Bronisława Sałacińskiego – 19-letniego łodzianina, który zginął podczas ataku Polskiej Organizacji Wojskowej na Niemców okupujących dworzec Fabryczny 11 listopada 1918 r. Około godz. 20 Sałaciński został postrzelony w nogę, a niedługo potem Niemcy zakłuli go bagnetami. Sałacińskiego pochowano na Starym Cmentarzu przy ul. Ogrodowej. Jego śmierć upamiętniała tablica wmurowana w ścianę dworca, obecnie przeniesiona na nowy dworzec.
Plac Bronisława Sałacińskiego istniał do czerwca 2012 roku, kiedy to został zamknięty z powodu likwidacji starego dworca i rozpoczęcia budowy nowego. Przed zamknięciem na placu funkcjonował dworzec autobusowy Centralny.
Po zakończeniu budowy nowego dworca Łódź Fabryczna – w grudniu 2016 r. – plac imienia Sałacińskiego znajduje się przed zachodnim wejściem dworca, przylegając do powstałej po przebudowie alei Rodziny Poznańskich.